# アモ (アルバム)
『アモ』（Amo）は、ブリング・ミー・ザ・ホライズンの第6枚目のオリジナルアルバム。2019年1月25日にRCAレコードから発売された。